# Harry Bonavia
Henry Arthur Bonavia, detto Harry (Sliema, 4 gennaio 1908 – ...), è stato un pallanuotista maltese.
Ha fatto parte di Malta, che ha partecipato ai Giochi di Amsterdam 1928, dove ha giocato solo nella partita degli ottavi di finale con il Lussemburgo.